# République du Rif
 (avril 2023).
Si vous disposez d'ouvrages ou d'articles de référence ou si vous connaissez des sites web de qualité traitant du thème abordé ici, merci de compléter l'article en donnant les références utiles à sa vérifiabilité et en les liant à la section « Notes et références ».
1er février 1921 – 27 mai 1926
Entités précédentes :
- Protectorat espagnol au Maroc

Entités suivantes :
- Protectorat espagnol au Maroc

La république du Rif (en arabe : جمهورية الريف, en berbère : ⵜⴰⴳⴷⵓⴷⴰ ⵏ ⴰⵔⵔⵉⴼ) était un État autoproclamé et non reconnu internationalement, établi dans les montagnes du Rif au Maroc, entre 1921 et 1926, sous la conduite d'Abdelkrim el-Khattabi.

## Histoire

### Défaites espagnoles et fondation de la république du Rif
Avant et après le traité de Fès (1912), les Rifains résistent violemment aux intrusions espagnoles et françaises au Maroc.
Sous la conduite de Mohamed ben Abdelkrim al-Khattabi, dit Abd el-Krim, les tribus du Rif central s'allient pour lutter contre le colonisateur européen.

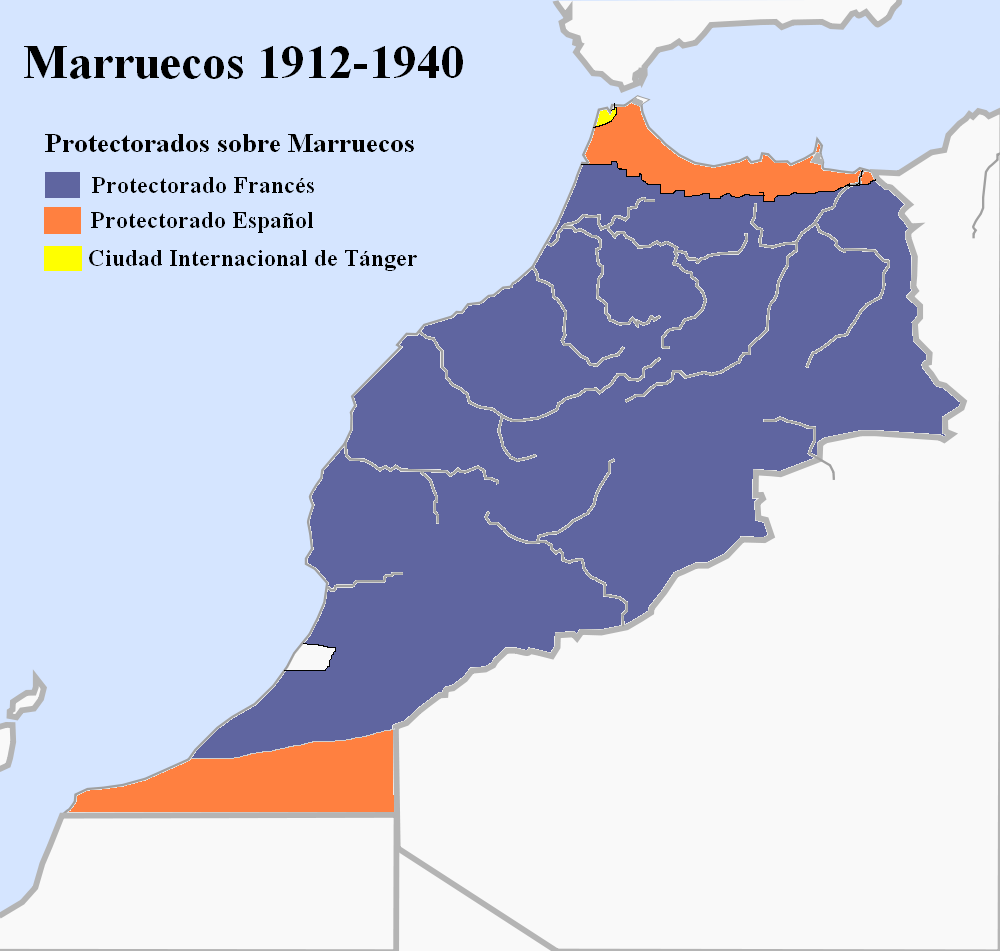
Protectorats espagnol et français au Maroc, 1912-1940, 1945-1956/58
République du Rif, dans la Zone Nord du protectorat espagnol, vers 1925
Zone Nord du Protectorat espagnol au Maroc, 1955

Après avoir créé un commandement et une structure de pouvoir, Abd el-Krim bat les Espagnols de nombreuses fois et les repousse dans leurs avant-postes côtiers. L’Espagne perdit près de 16 000 soldats lors de la bataille d'Anoual, dont le général Manuel Fernández Silvestre. Le butin des Rifains fut considérable : 200 canons, 400 mitrailleuses, 20 000 fusils et des munitions en très grande quantité. Cette victoire rifaine eut un retentissement énorme en Europe. Après la bataille d'Anoual, en juillet 1921, les Espagnols abandonnent l'arrière-pays à Abd el-Krim. Le 18 septembre 1921, les Rifains via Abdelkrim proclament la création de la république du Rif. Il s'agit de la première république indépendante d’une forme moderne et structurelle au sud de la Méditerranée dans le contexte d’après la Première Guerre mondiale. Très vite, plusieurs tribus du nord du Maroc se rallièrent à Abdelkrim et les Rifains marchèrent sur Chefchaouen. Ils assiégèrent Tétouan sans réussite.
Abdelkrim tenta de stabiliser et de moderniser sa jeune république. Il abolit le droit coutumier berbère jugé arriéré, dote son pays d'un parlement ainsi que d'un gouvernement, dont les membres sont issus de ses proches, envisage la création d'une monnaie et un recensement de sa population[réf. nécessaire]. Il envoya par la même occasion des représentants diplomatiques à Londres, à Paris et à la Société des Nations pour essayer d’établir des liens diplomatiques avec l'Europe mais cela ne fut pas très bien accueilli par les puissances coloniales européennes. Abdelkrim déclara ouvertement sa sympathie envers le régime turc de Mustafa Kemal et envisagea un rapprochement. Une monnaie est même émise, le riffan.

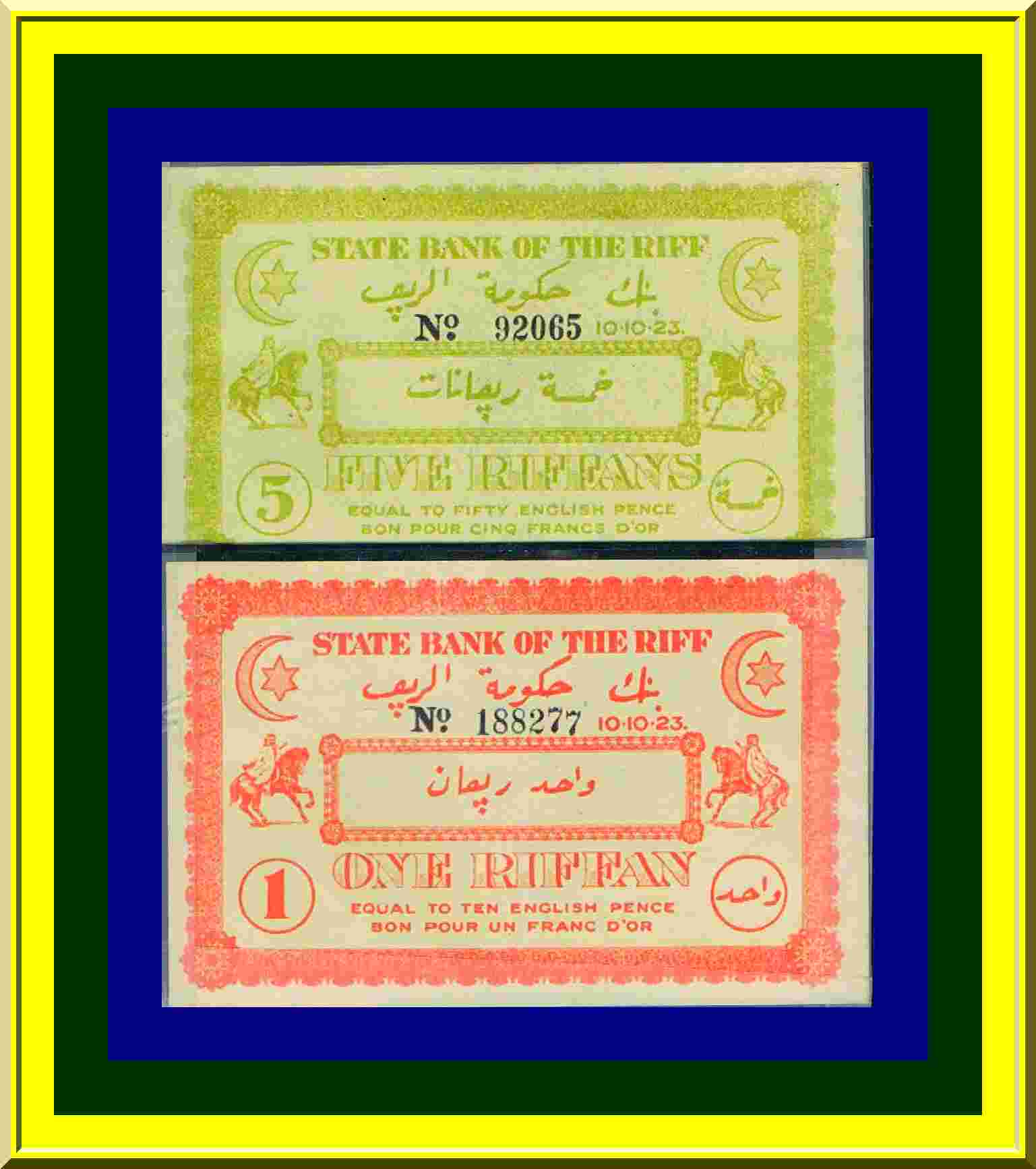
Monnaie de l'éphémère république du Rif

### Attaque des territoires français
Hubert Lyautey, résident général au Maroc, pressent qu'Abdelkrim va chercher à obtenir le ralliement des tribus rifaines établies sur la partie sous contrôle français du Maroc (Metalsa, Gueznaya et Ait Bouyahyi). Il demande l'envoi de renforts qui lui permettent de former trois groupes d'infanterie et neuf escadrilles d'avions.
Au printemps 1925, Abdelkrim el-Khattabi décide de lancer une offensive après être parvenu à rallier plusieurs tribus, en vue d'atteindre l'oued Ouergha qu'il considère comme la frontière géographique du Rif et, de facto, de sa république.
Le 22 avril 1925, il passe à l'attaque en direction de Fès. Pour l'arrêter, les Français disposent du 3e bataillon du 15e régiment de tirailleurs algériens qui garde le gué et le bac de l'Ouergha. Le bataillon repousse les assauts durant quatre jours avant d'être dégagé le 28, mais les Rifains continuent d'attaquer les petits postes. Ceux de Beni Derkoul et du douar de Mostitef succombent le 13 juin.

### Reddition et dissolution de la République du Rif
Début mai 1926 des pourparlers s'engagent à Oujda mais, face à l'intransigeance des Français et des Espagnols qui ne veulent pas de la république du Rif, les négociations échouent. 
En mai 1926, une offensive espagnole est lancée sur la capitale de la République, Ajdir. Abdelkrim décide de se rendre à la condition que les bombardements aux armes chimiques sur les populations cessent. Le 27 mai 1926, jour de la reddition, la république du Rif est dissoute par la France et l'Espagne.